# Saut en hauteur masculin aux Jeux olympiques d'été de 1980
Navigation
Montréal 1976 Los Angeles 1984
L'épreuve du saut en hauteur masculin aux Jeux olympiques de 1980 s'est déroulée les 31 juillet et 1er août 1980 au Stade Loujniki de Moscou, en URSS.  Elle est remportée par l'Est-allemand Gerd Wessig qui établit un nouveau record du monde avec la marque de 2,36 m.

## Résultats

### Finale
| Rang               | Athlète             | Pays               | 2,10 | 2,15 | 2,18 | 2,21 | 2,24 | 2,27 | 2,29 | 2,31 | 2,33 | 2,36 | Marque | Note |
| ------------------ | ------------------- | ------------------ | ---- | ---- | ---- | ---- | ---- | ---- | ---- | ---- | ---- | ---- | ------ | ---- |
| Médaille d'or      | Gerd Wessig         | Allemagne de l'Est |      | O    | -    | O    | O    | O    | XO   | O    | XO   | XO   | 2,36   | WR   |
| Médaille d'argent  | Jacek Wszoła        | Pologne            |      | O    | -    | XO   | XO   | O    | O    | XO   | XXX  |      | 2,31   |      |
| Médaille de bronze | Jörg Freimuth       | Allemagne de l'Est | O    | -    | O    | O    | O    | XXO  | O    | XO   | XXX  |      | 2,31   |      |
| 4                  | Henry Lauterbach    | Allemagne de l'Est |      | O    | -    | XXO  | XO   | O    | O    | XXX  |      |      | 2,29   |      |
| 5                  | Roland Dalhäuser    | Suisse             |      | O    | -    | O    | XO   | XXX  |      |      |      |      | 2,24   |      |
| 6                  | Vaso Komnenić       | Yougoslavie        | O    | O    | -    | O    | XXO  | XXX  |      |      |      |      | 2,24   |      |
| 7                  | Adrian Proteasa     | Roumanie           |      | O    | O    | O    | XXX  |      |      |      |      |      | 2,21   |      |
| 8                  | Aleksandr Grigoryev | Union soviétique   |      | O    | O    | O    | XXX  |      |      |      |      |      | 2,21   |      |
| 9                  | Mark Naylor         | Royaume-Uni        |      | O    | XO   | O    | XXX  |      |      |      |      |      | 2,21   |      |
| 10                 | Gennadi Belkov      | Union soviétique   | O    | O    | XO   | O    | XXX  |      |      |      |      |      | 2,21   |      |
| 11                 | Oleksiy Demyanyuk   | Union soviétique   | O    | O    | XO   | XXO  | XXX  |      |      |      |      |      | 2,21   |      |
| 12                 | Janusz Trzepizur    | Pologne            |      | O    | O    | XXX  |      |      |      |      |      |      | 2,18   |      |
| 13                 | Sorin Matei         | Roumanie           | O    | O    | O    | XXX  |      |      |      |      |      |      | 2,18   |      |
| 14                 | Guy Moreau          | Belgique           | O    | O    | XO   | XXX  |      |      |      |      |      |      | 2,18   |      |
| 15                 | Marco Tamberi       | Italie             | O    | O    | XXX  |      |      |      |      |      |      |      | 2,15   |      |
| 16                 | Roberto Cabrejas    | Espagne            | O    | XXX  |      |      |      |      |      |      |      |      | 2,10   |      |

## Légende
Records et Performances
- AR : Record continental (area record)
- CR : Record des championnats (championship record)
- MR : Record du meeting (meet record)
- NR : Record national (national record)
- OR : Record olympique (olympic record)
- PR : Record paralympique (paralympic record)
- PB : Record personnel (personal best)
- SB : Meilleure performance personnelle de la saison (season's best)
- WL : Meilleure performance mondiale de l'année (world leader)
- WJR : Record du monde junior (world junior record)
- WR : Record du monde (world record)

Circonstances et Conditions
- DNF : N'a pas terminé (did not finish)
- DNS : N'a pas pris le départ (did not start)
- DQ : Disqualification (disqualification)
- NM : Aucun essai valable enregistré (No Mark)
- Q : Qualifié « directement » au prochain tour (ou à la prochaine compétition), lors d'une compétition majeure, grâce au classement ou à la réalisation des minima (automatic qualifier)
- q : Qualifié au prochain tour (ou à la prochaine compétition), lors d'une compétition majeure, grâce au repêchage ou à la réalisation de l'une des meilleures performances parmi celles des « non qualifiés directement » (grâce au meilleur temps ou à la meilleure distance par exemple) (secondary qualifier)